# Hojník
Hojník (Sideritis) je rod rostlin z čeledi hluchavkovitých, rozšířený v mírných a subtropických oblastech Starého světa od Makaronésie po západní Čínu. Zahrnuje asi 140 druhů, některé z nich jsou využívané jako léčivky a v lokální gastronomii.

## Popis
Zástupci rodu hojník jsou jednoleté či vytrvalé byliny, ale v centru jejich diverzity, v Makaronésii, též polokeře a keře, dorůstající nezřídka výšky přes 1 metr. Listy jsou obvykle úzké, zubaté nebo celokrajné, přisedlé nebo řapíkaté. Celé rostliny bývají pokryté jednoduchými nebo větvenými chlupy, někdy jsou až plstnatě či vlnatě chlupaté, často jsou aromatické.
Květy jsou uspořádány v lichopřeslenech, které dále formují husté koncové květenství thyrsus nebo lichoklas. Kalich je pěticípý, osově souměrný nebo téměř pravidelný; koruna dvoupyská, obvykle bílá či žlutá, vzácně též purpurová. Plodné tyčinky jsou čtyři, dvě kratší a dvě delší, ukryté v krátké korunní trubce. Květy jsou opylovány hmyzem, plody jsou tvrdky, na jednom konci nápadně zaoblené.

## Rozšíření a ekologie
Rod je rozšířen v mírných a subtropických oblastech Starého světa. Největšího druhového bohatství dosahuje na ostrovech Makaronésie, kde roste též množství endemických druhů, a v západním Středomoří; dále jeho areál zahrnuje jižní polovinu střední Evropy, jihovýchodní a východní Evropu, Malou a Střední Asii, Kavkaz a končí až v západní Číně, v oblasti Tibetu a Sin-Ťiangu.
Hojníky vyrůstají v různých biotopech, od mořského pobřeží až do vysokých hor, často na bazických substrátech. Hojné jsou na slunných a suchých křovinatých stráních, na skalách, v lesních lemech, jako podrost světlých borových nebo dubových hájů, na Kanárských ostrovech také v původních vavřínových lesích. Rostou též na travnatých stanovištích, v lesostepích a stepích, na mezích, úhorech a pastvinách, někdy též na antropicky narušených stanovištích.

## Využití
Na Balkáně, v Řecku a Turecku je populární bylinný čaj z hojníku Sideritis scardica, využívá se tam též coby aromatická bylina v lokální kuchyni. Coby léčivka působí antimikrobiálně, antioxodačně a protizánětlivě, tradičně se využíval na úpravu zažívání a podporu imunity při chřipkových onemocněních a nachlazení, k hojení ran a k ústním výplachům. Sideritis hyssopifolia se přidává do směsí na ochucení bylinných likérů.
Sideritis raeseri se v jihovýchodní Evropě pěstuje jako okrasná rostlina.

## Taxonomická poznámka
V rámci hluchavkovitých je rod řazen do podčeledi Lamioideae a tribu Stachydeae. Někteří zástupci, včetně v Česku rostoucího hojníku chlumního (Sideritis montana), byli v minulosti vydělováni do samostatného rodu Hesioda. Typovým druhem je hojník horní (Sideritis hirsuta).

## Vybraní zástupci

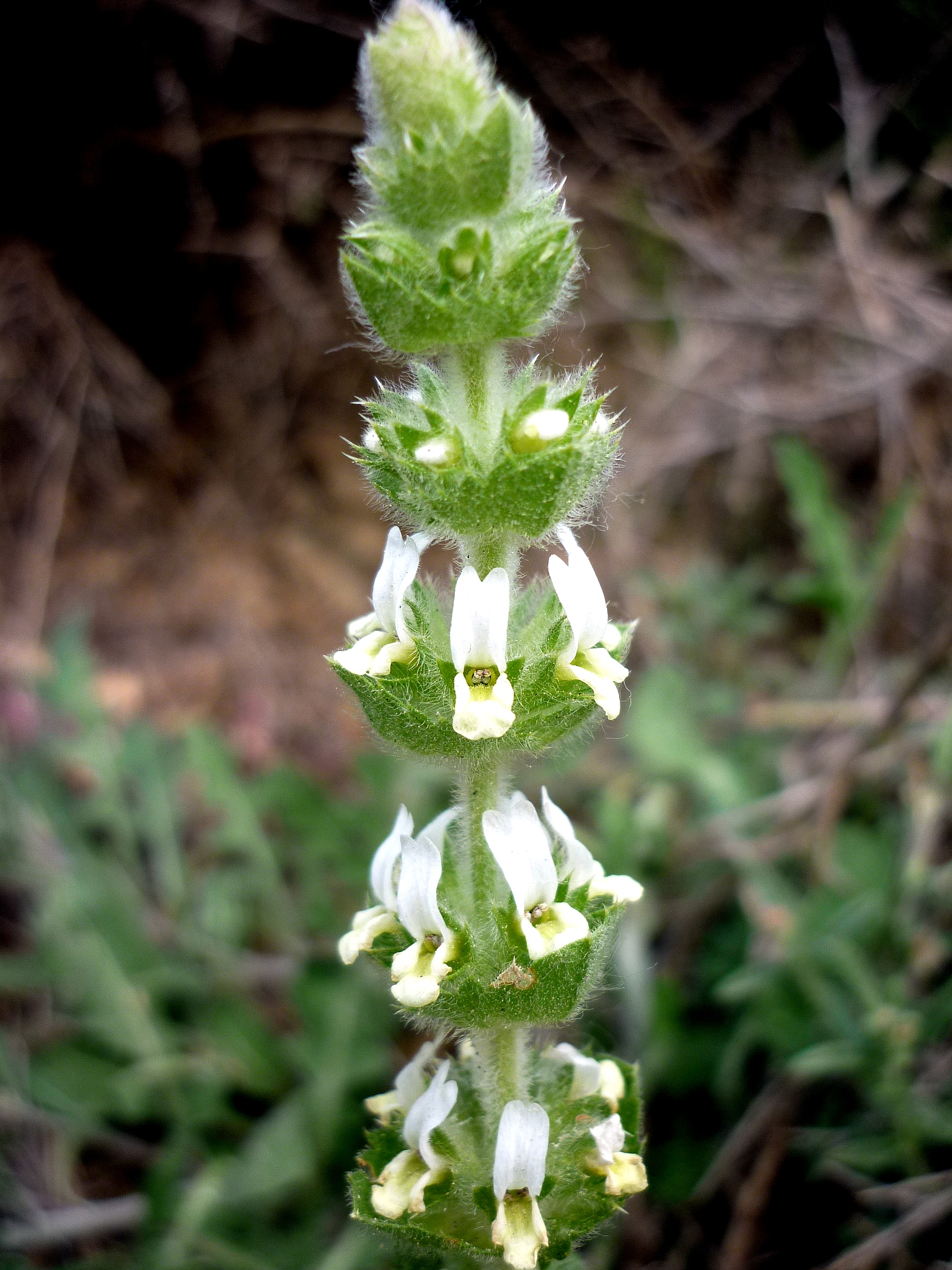
Sideritis hirsuta
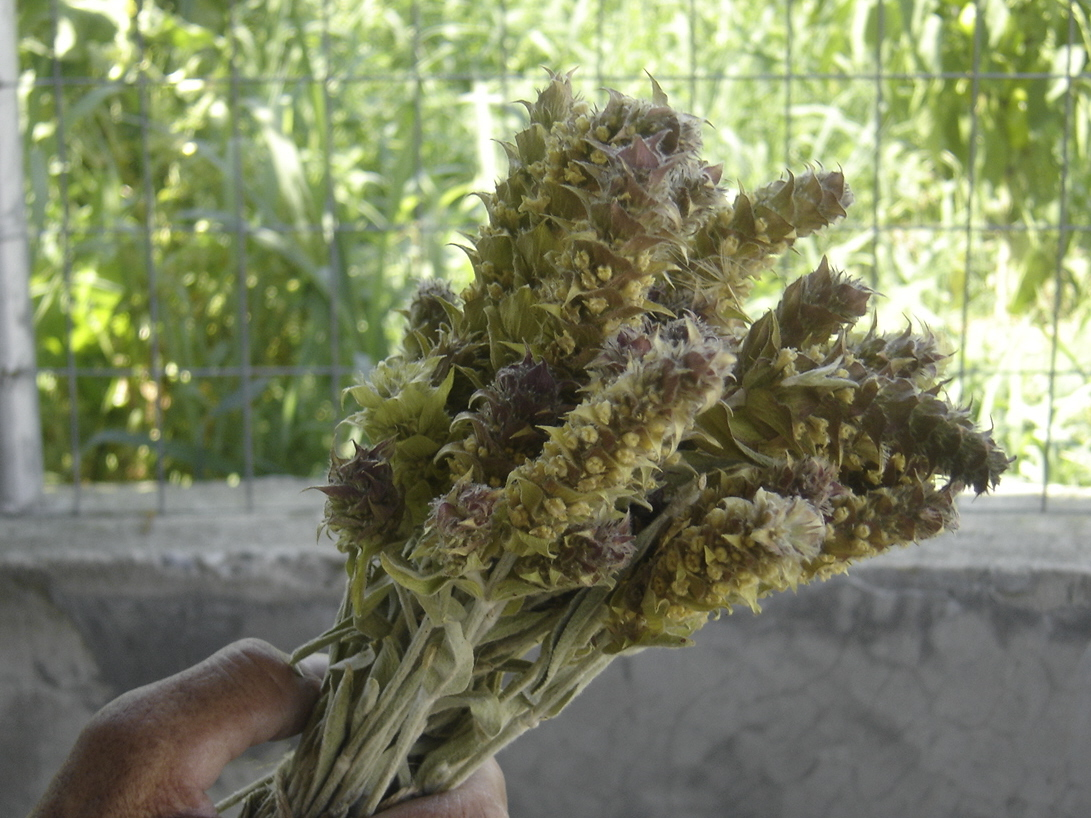
Sideritis scardica
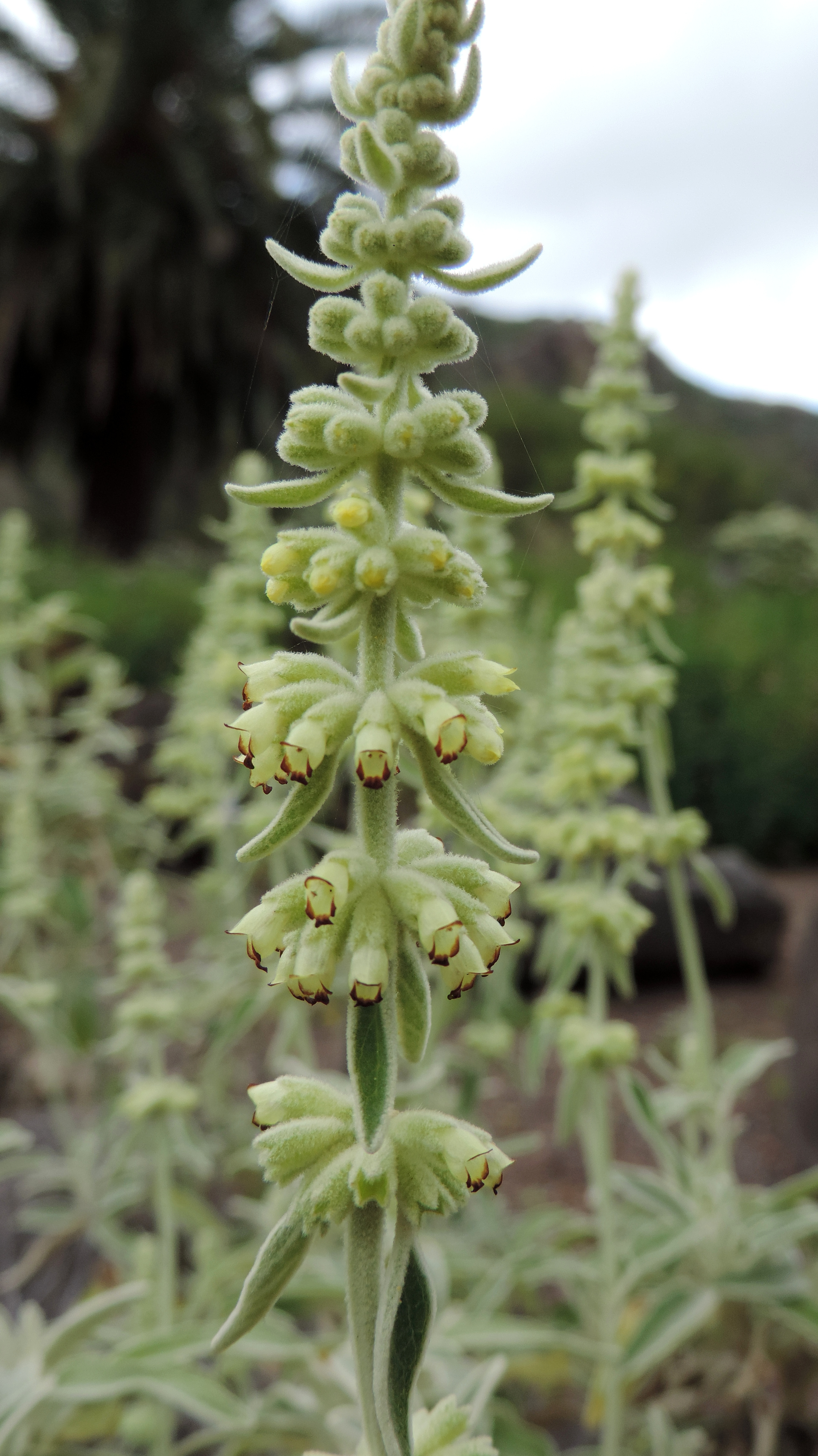
Sideritis ferrensis
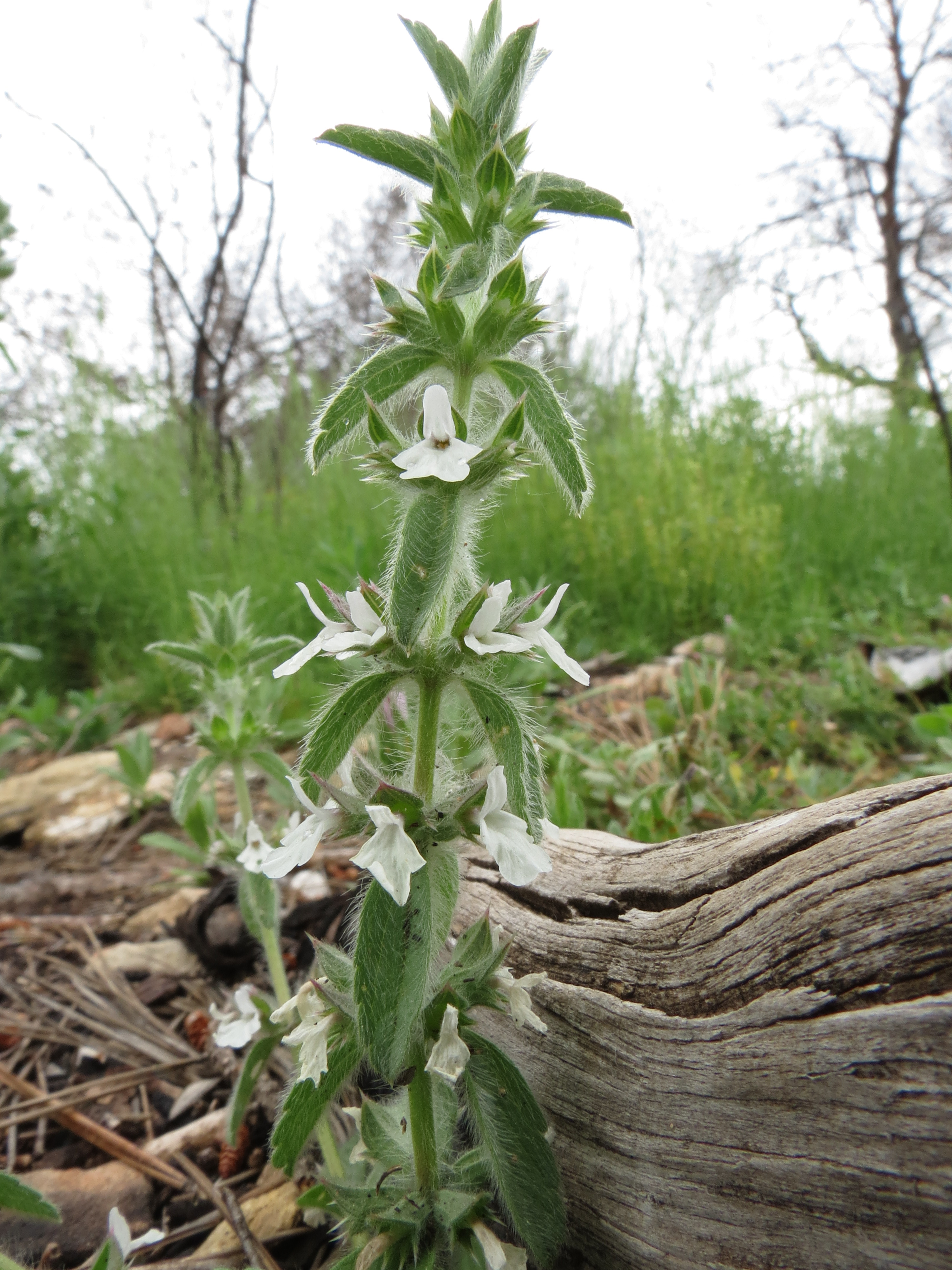
Jednoletý hojník Sideritis romana
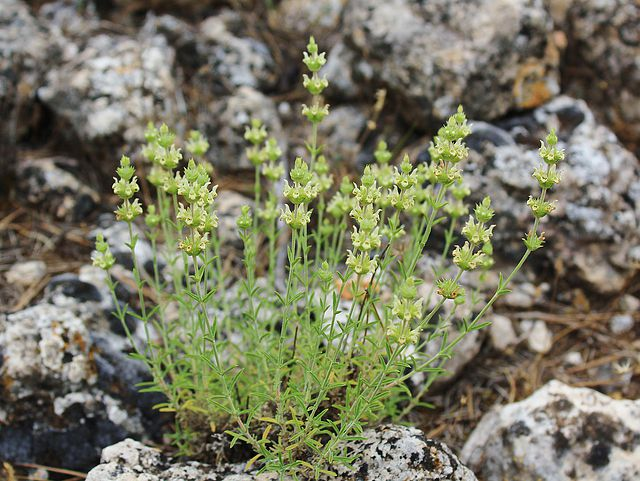
Sideritis mugronensis
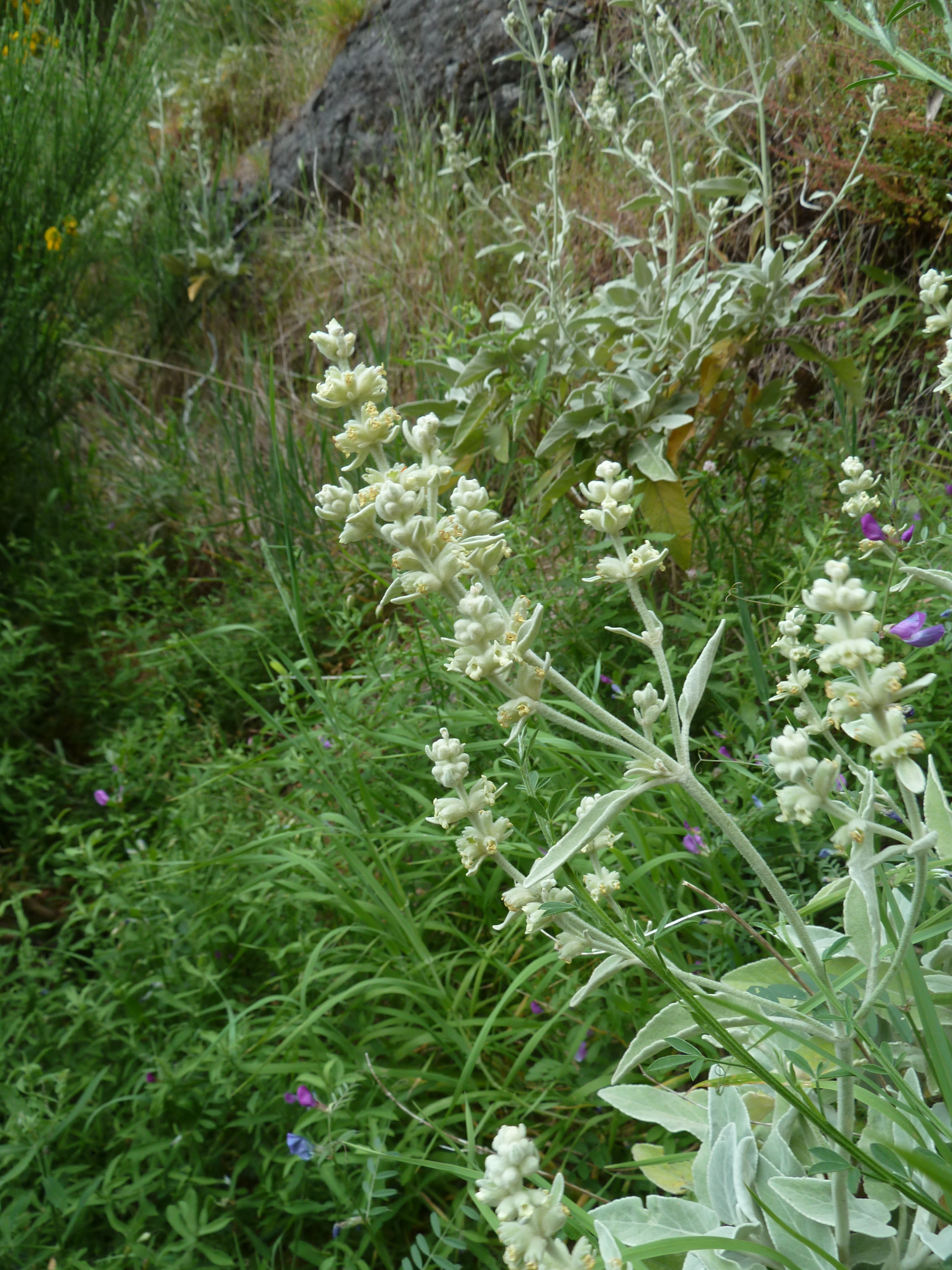
Sideritis candicans
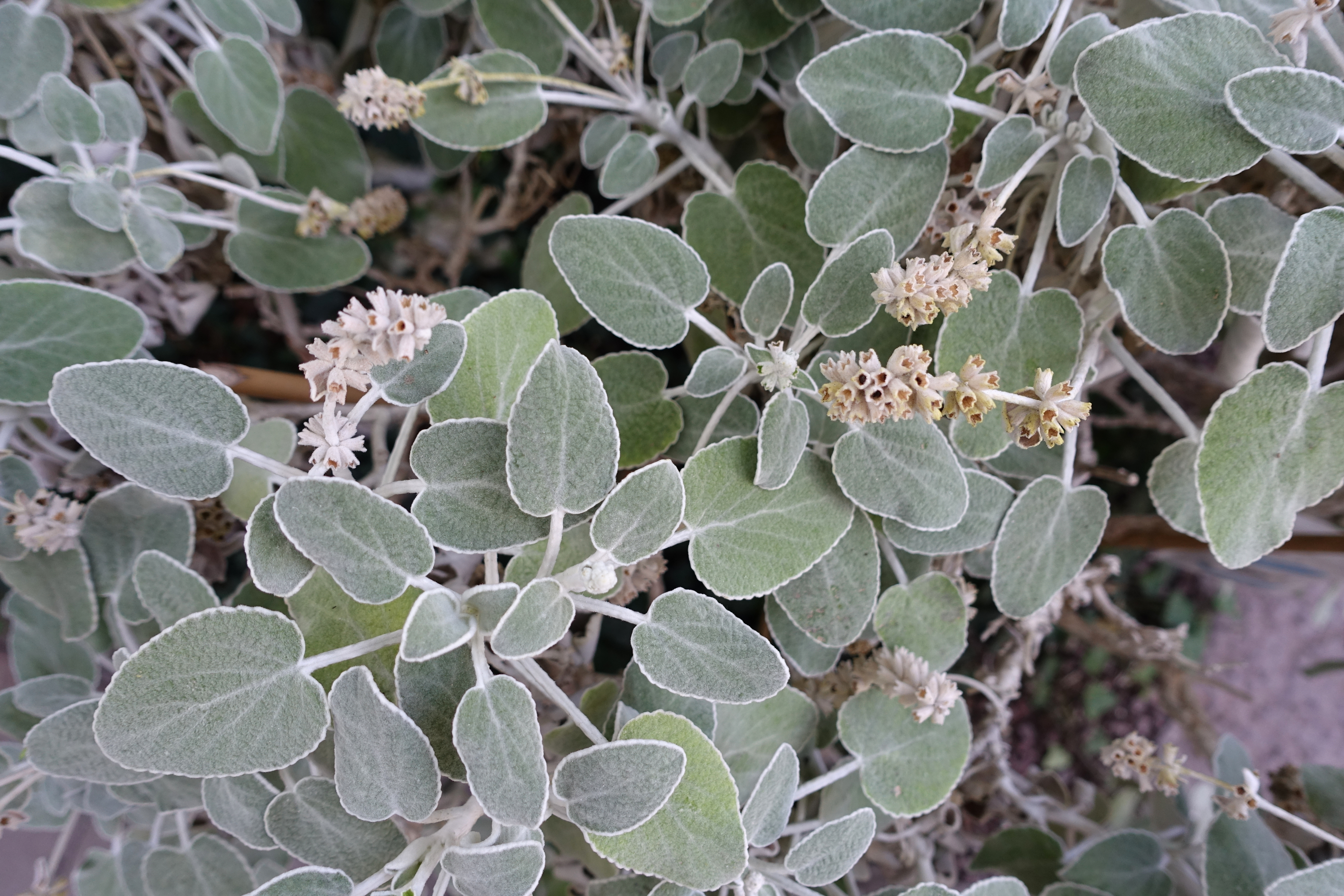
Odkvetlý Sideritis cretica